# Panamerikanische Spiele 1999/Boxen
Die 13. Boxwettkämpfe der Herren bei den Panamerikanischen Spielen wurden vom 31. Juli bis zum 8. August 1999 in der kanadischen Stadt Winnipeg ausgetragen. Sie dienten zur Qualifikation für die Olympischen Sommerspiele 2000 in Sydney. Es wurden insgesamt 48 Medaillen in 12 Gewichtsklassen vergeben.

## Medaillengewinner
| Klasse                          | Gold                            | Silber                     | Bronze                                                          |
| ------------------------------- | ------------------------------- | -------------------------- | --------------------------------------------------------------- |
| Halbfliegengewicht (bis 48 kg)  | Maikro Romero Kuba              | Liborio Romero Mexiko      | Iván Calderón Puerto Rico Patricio Calero Ecuador               |
| Fliegengewicht (bis 51 kg)      | Omar Andrés Narváez Argentinien | José Navarro USA           | Daniel Ponce de León Mexiko Manuel Mantilla Kuba                |
| Bantamgewicht (bis 54 kg)       | Gerald Tucker USA               | Nehomar Cermeno Venezuela  | Waldemar Font Kuba Ceferino Labarda Argentinien                 |
| Federgewicht (bis 57 kg)        | Yudel Johnson Kuba              | Zayas Younan Kanada        | Jorge Martínez Mexiko Aaron Torres USA                          |
| Leichtgewicht (bis 60 kg)       | Mario Kindelán Kuba             | Dana Laframboise Kanada    | Patrick López Venezuela Cristián Bejarano Mexiko                |
| Halbweltergewicht (bis 63,5 kg) | Victor Hugo Castro Argentinien  | Kelson Santos Brasilien    | Diógenes Luña Kuba Corey Bernard USA                            |
| Weltergewicht (bis 67 kg)       | Juan Hernández Sierra Kuba      | Jeremy Molitor Kanada      | LeChaunce Shepherd USA Charlie Navarro Venezuela                |
| Halbmittelgewicht (bis 71 kg)   | Jorge Gutiérrez Kuba            | Scott MacIntosh Kanada     | Euris González Dominikanische Republik David Sean Black Jamaika |
| Mittelgewicht (bis 75 kg)       | Yohanson Martínez Kuba          | Arthur Palac USA           | José Herrera Kolumbien Jim Rodriguez Venezuela                  |
| Halbschwergewicht (bis 81 kg)   | Humberto Savigne Kuba           | Laudelino Barros Brasilien | Troy Amos-Ross Kanada Hugo Garay Argentinien                    |
| Schwergewicht (bis 91 kg)       | Odlanier Solís Kuba             | Mark Simmons Kanada        | Marcelino Novaes Brasilien Kerron Speid Jamaika                 |
| Superschwergewicht (über 91 kg) | Alexis Rubalcaba Kuba           | Davin King USA             | Claudio Silva Brasilien Manuel Azar Argentinien                 |

## Medaillenspiegel
| Rang | Land                    | Gold | Silber | Bronze | Gesamt |
| ---- | ----------------------- | ---- | ------ | ------ | ------ |
| 1    | Kuba                    | 9    | 0      | 3      | 12     |
| 2    | Argentinien             | 2    | 0      | 3      | 5      |
| 3    | Vereinigte Staaten      | 1    | 3      | 3      | 7      |
| 4    | Kanada                  | 0    | 5      | 1      | 6      |
| 5    | Brasilien               | 0    | 2      | 2      | 4      |
| 6    | Mexiko                  | 0    | 1      | 3      | 4      |
| 6    | Venezuela               | 0    | 1      | 3      | 4      |
| 8    | Jamaika                 | 0    | 0      | 2      | 2      |
| 9    | Kolumbien               | 0    | 0      | 1      | 1      |
| 9    | Dominikanische Republik | 0    | 0      | 1      | 1      |
| 9    | Ecuador                 | 0    | 0      | 1      | 1      |
| 9    | Puerto Rico             | 0    | 0      | 1      | 1      |
|      | Total                   | 12   | 12     | 24     | 48     |